# The Washington Post

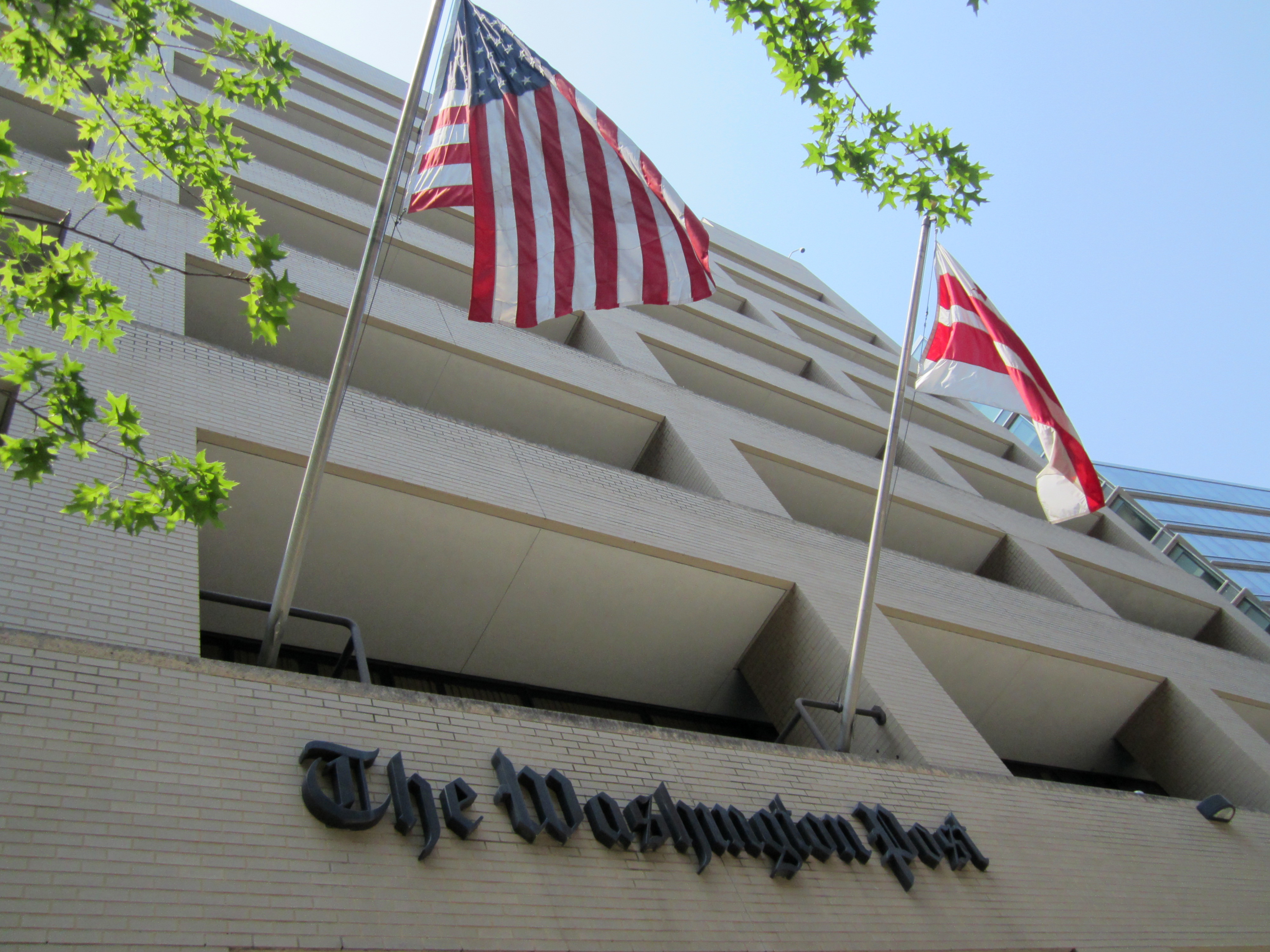
Trụ sở The Washington Post tại Washington, D.C

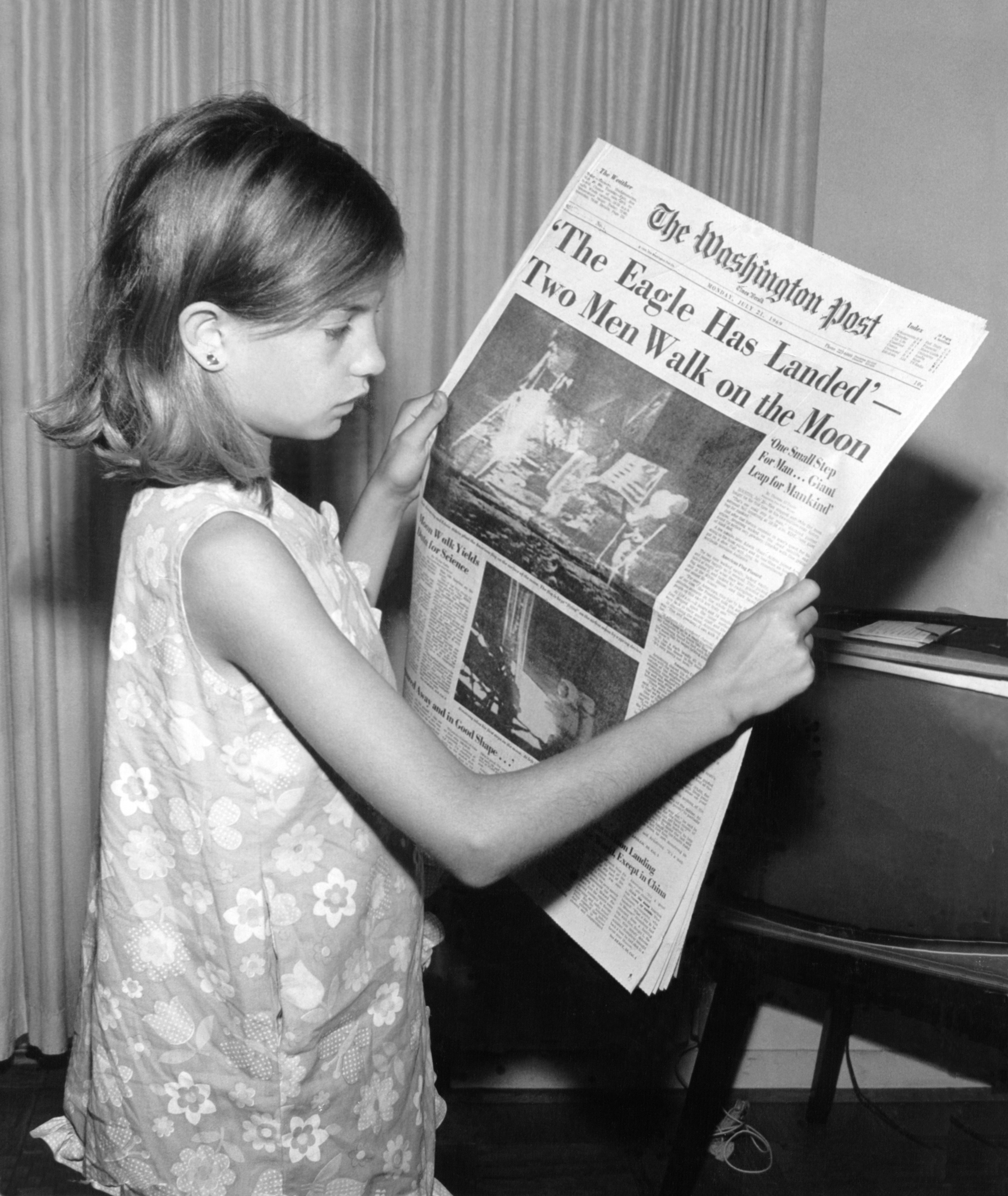
Số báo ngày 21 tháng 7 năm 1969, loan tin về Apollo 11 đáp lên mặt trăng

The Washington Post hay Bưu báo Washington là nhật báo lớn nhất và có thể là một trong những tờ báo lâu đời nhất ở Washington, D.C., thủ đô Hoa Kỳ. Nó nổi tiếng toàn thế giới vào đầu thập niên 1970 về cuộc điều tra vụ Watergate do hai nhà báo Bob Woodward và Carl Bernstein thực hiện. Vụ này dẫn đến việc tổng thống Richard Nixon phải từ chức. Nó được coi là một trong những nhật báo Mỹ lớn nhất, cùng với The New York Times nổi tiếng về phóng sự tổng quát và tin tức quốc tế, The Wall Street Journal nổi tiếng về tin tức tài chính, và Los Angeles Times. Dĩ nhiên, tờ Post nổi bật do các phóng sự về Nhà Trắng, Quốc hội, và các khía cạnh khác của chính phủ Hoa Kỳ.
Khác với hai tờ báo Times và Journal, The Washington Post nghĩ đến mình là một tờ báo một miền và hiện không xuất bản một số khắp nước hàng ngày để phân phối ngoài vùng bờ biển đông. Tuy nhiên, nó gửi qua bưu điện một "Số Hằng tuần Quốc gia", sưu tập các bài báo trong các số của tuần đó. Phần nhiều độc giả của số in ở Đặc khu Columbia và các ngoại ô ở Maryland và miền bắc Virginia.
Vào tháng 10 năm 2005, số phát hành trung bình trong ngày thường là 715.181 và tổng số phát hành vào chủ nhật là 983.243, theo Cục Kiểm tra Tạp chí (Audit Bureau of Circulations), là tờ báo phổ biến thứ năm trong nước tính theo tổng số phát hành, sau The New York Times, The Los Angeles Times, The Wall Street Journal, và USA Today. Tuy số phát hành (giống như hầu hết các tờ báo giấy khác) đang giảm, The Washington Post là một trong những tờ báo có tỷ lệ thâm nhập thị trường cao nhất trong các nhật báo thành phố.